# Mas de Romeu
El Mas de Romeu és una obra de Mont-roig del Camp (Baix Camp) inclosa a l'Inventari del Patrimoni Arquitectònic de Catalunya.

## Descripció
Mas de façana sòbria, arrebossada en blanc, amb tres línies verticals d'obertures. La porta principal, centrada respecte a l'eix de la façana, porta arc carpanell. Hi ha un petit ràfec.
A la capçalera de la façana, hi ha un semi disc amb un rellotge de sol, gairebé esborrat. És una obra de paredat amb paviments enrajolats.

## Història
Mas de gran tradició. El pintor Joan Miró el va pintar moltes vegades, amb variacions.
Polígon 35, parcel·la 25. El mas ocupa 150 metres quadrats. Té un ús agrícola permanent.
No es coneix documentació sobre aquest mas.